# Cantón San Vicente
San Vicente es un cantón de la provincia costera de Manabí, Ecuador, creado el 16 de noviembre de 1999. 

## Geografía física

### Ubicación
El cantón San Vicente está ubicado en el centro norte de la provincia de Manabí entre las coordenadas desde 0° 30’ latitud sur hasta 0° 39' latitud sur, y 80° 11’ hasta 80° 11' de longitud occidental, a 340 km de la ciudad de Quito, capital de Ecuador. Limita al norte con el océano Pacífico y el Cantón Jama; al sur con el estuario del Río Chone; al este con: la Parroquia San Isidro del Cantón Sucre y el Cantón Chone; al oeste: Océano Pacífico. 
Su extensión de 715 km² (33 km² zona urbana y 682 km² zona rural).

### Geología
En el Cantón San Vicente, las rocas que afloran están incluidas en formación Borbón la que a nivel regional está constituida por areniscas líticas de granos medio a grueso dispuestas en bancos compactos. 
Las areniscas son de color gris cuando frescas y amarillentas en la superficie meteorizadas. 
Los líticos corresponden a fragmentos de lavas andesititas y tobas finas; contienen además cristales de plagioclasa, cuarzo biotita y hombleda. 

### Relieve
El territorio es muy accidentado, la zona costera del cantón se halla ubicada frente al límite de convergencia de la placa nazca y la sudamericana, por lo que está sometida a un régimen tectónico compresivo. 
El tectonismo que contribuye a formar el relieve, genera valles en los que se acumulan depósitos aluviales con terrazas (como la que corresponde al estero Agua Amarga), llanuras de inundación y colinas con fuertes pendientes, cuyas alturas varían desde 0 hasta 275 metros 

### Topografía
El sistema montañoso del sector posee características de planicie en determinados sitios. Las alturas y las elevaciones van desde la mínima de 3 metros a la máxima de 303 metros; los sectores más representativos corresponden a las lomas de la Cabuya, San Felipe y el cerro Morros.

### Hidrografía
El sistema hídrico más importante corresponde al estuario que forma el río Chone en su desembocadura al mar, correspondiendo aproximadamente 21 km de ribera suroccidental.  Este brazo de mar procede del Océano Pacífico, mismo que lo separa de Bahía de Caráquez (Sucre). 
San Vicente está rodeada por los márgenes del río Chone y de los ríos Briceño (que recibe las aguas de los esteros Rosa Blanca y Chita), Canoa y río Muchacho (que tiene de afluentes al Mate y Camarones, Tate y luego se une con el río Tabuchila, que nace en las montañas de La Mila y de ahí, hacia otra vertiente que se desvía a Jama, nace el río Mariano). Todos desembocan en el Océano Pacífico.

### Clima
El clima del cantón es tropical, megatérmico, seco y está caracterizado por la presencia de una estación seca muy marcada. Se presenta de acuerdo a las estaciones anuales, de invierno caluroso y fresco, con una temperatura promedio anual de 25,9 grados centígrados; la máxima media es de 28.3 °C y la mínima media de 24,3 °C; las precipitaciones promedio anuales es de 443 milímetros. La humedad relativa media anual es 79.6%, con una máxima media de 90% y una mínima media de 76.3%. Los fenómenos hidrográficos presente en el sector San Vicente se manifiestan por la presencia de abundante volumen de agua subterráneas, los cuales afloran a niveles prácticamente superficiales. 

## Biogeografía

### Pisos geográficos
En el cantón encontramos cuatro zonas de vida, bosque muy seco tropical, bosque seco tropical, monte espinoso tropical, bosque húmedo tropical. Son zonas de convergencia intertropical y con influencia de la corriente del Niño, tierra adentro de la zona de la costa a medida que se penetra hacia el interior la precipitación aumenta. La vegetación es distintiva para las diferentes formaciones ecológicas que encontramos en San Vicente.

### Flora
En el cantón encontramos una gran variedad de árboles frutales, maderables, medicinales tales como  laureles, cactus, ceibos, tunas, muyuyal, pastizales y arbustos de diversas variedades que aparecen mucho más en épocas de lluvia. Su superficie está dedicada al cultivo de pastizales utilizado en la cría de ganado vacuno, porcino y caballar.

### Fauna
San Vicente siendo un cantón costero y por ser balneario es rico en fauna marina contando con una gran variedad de mariscos y peces como: camarón, ostiones, concha, pez bagre, tambolero, lisas, anguilas, pinchaguas, picudo, corvinas, tiburones, raya, tortugas, cangrejos, sierra, etc. Esto en la parte que limita con el mar, en la parte montañosa encontramos venados, guantas, cuchuchos, zorros, culebras,

## Historia
El cantón San Vicente es una desmembración del territorio del cantón Sucre, que fue parte del asentamiento de los Caras, cultura que se desarrolló entre los años 700 y 800 años después de Cristo; debe su nombre a la creencia popular de que sus aguas saludables curaban dolencias de la gente y sus habitantes asociaron esta manifestación con San Vicente Ferrer. 
Uno de los barrios más antiguos de San Vicente es el sitio Los Perales, el mismo que toma su nombre de un combate de la época Floreana en 1832 entre unos 150 soldados sublevados en Latacunga, al mando de los hermanos sargento Perales y el General Juan Otamendi. 
Fue erigida en parroquia rural un 29 de mayo de 1907, San Vicente es elegida parroquia rural con los recintos Briceño, Rosa Blanca y Selva Alegre (hoy desaparecida) siendo su primer Teniente Político el señor Leonidas Vega Lozano, en casa de dicho personero se realizó el primer acto solemne, donde la ciudadanía firmó un acta. 
Sus habitantes se dedicaron al cultivo de la palma de coco, motivo que le permitió ser uno de los balnearios más pintorescos de la costa ecuatoriana, lamentablemente por los años 20, el gusano destructor de la gualpa terminó con éste cultivo una de las riquezas naturales de nuestro pueblo. 
Fue erigida como parroquia rural un 29 de mayo de 1907; luego de haber pasado 92 años con la categoría de parroquia del cantón Sucre, un 16 de noviembre de 1999 San Vicente fue elevado a cantón y luego de las elecciones populares el 21 de mayo de 2000 se conformó el primer consejo cantonal y fue elegido como primer Alcalde de este novel Cantón el Doctor Omar Hurtado Bravo. 

### Combate de los Perales de 1832
De la monografía del cantón Sucre, publicada por el periodista Ricardo Loor Vera en 1929, se extraen algunos datos que fueron proporcionados en ese entonces por el investigador caraquense Rodolfo Estrada, que conservaba en su archivo particular: 
“Allá por el año 1832 se presentó a Bahía de Caráquez el General Juan Otamendi con el fin de darles alcance al resto de los sublevados del Batallón Girardot, que con el Sargento perales a la cabeza, venían cometiendo toda clase de fechorías por donde pasaban. En la que es hoy Cantón San Vicente, frente a Bahía de Caráquez, se les dio alcance y se trabó la lucha, justamente el 13 de septiembre de 1832. Este combate fue adverso a los de Girardot, del que solo escaparon con vida 14 de ellos, los que fueron trasladados a Bahía de Caráquez, en donde se les siguió un consejo de guerra y fueron pasados por las armas 12 de estos. Los 2 restantes fueron fusilados en Charapotó. Pero no es esto todo pues entre los 12 fusilados resultaron 2 mujeres disfrazadas de militares. De esta acción, ninguno de estos bravos soldados que cayeron en poder de Otamendi quedaron con vida, quien en parte dirigido al gobierno, expresa: “Que combatí a los facciosos un número de 250. Más o menos el total de tropa que se sublevaron en Latacunga era este, pero hay que tomar en consideración que en el encuentro de “Palo largo”, el 19 de agosto del mismo año de 1832, los sublevados tuvieron algunas bajas, de rezagados en gran número, por lo que se deduce en dicha cantidad era menor a la indicada por Otamendi. En el segundo combate, pero por convenir a sus intereses tenía que falsear la cantidad de facciosos combatidos en el hoy sitio ”Los Perales”. Del regimiento que comandaba el general Otamendi se quedó en Portoviejo el Sargento Juan Aguirre, quien no podía convenir con las atrocidades y tropelías que cometía su jefe“.

## Demografía
El cantón cuenta con una población total de 19 116 habitantes. El área urbana posee 8269 habitantes y la rural 10 847 habitantes. Son hombres 9842 hab. y mujeres 9247 hab., tiene un índice positivo de crecimiento poblacional de 0.3% anual. 
Datos de población según el censo de 2001 (INEC)
- Área urbana: 8044 habitantes.
- Área rural: 10 896 habitantes.
- Periferia: 4879 habitantes.
- Total: 23 819 habitantes.

En cuanto al flujo de personas por trabajo, estudio, y otros motivos entre los cantones de Sucre y San Vicente es el siguiente: 
Porcentaje de Personas Motivo por el que se movilizan entre los cantones de Sucre, San Vicente y otros
7% Educación
25% Trabajo
24% Trámites
13% Turismo
31% Atención médica, visitas y compras
Población económicamente activa
La PEA cantonal es de 23 273 habitantes, estructurada por sector y rama de actividad, de la siguiente manera: Agricultura 11 618 habitantes, Comercio 2816 habitante, industria 1232 habitantes, Construcción 1107 habitante y otros sectores 6500 habitantes. Correspondiente a la zona urbana 3795 habitantes, y rural 19 478 habitantes. 

## Gobierno y política
El cantón San Vicente, al igual que las demás localidades ecuatorianas, se rige por una municipalidad según lo previsto en la Constitución Política Nacional. El Gobierno Autónomo Descentralizado de San Vicente es una entidad de gobierno seccional que administra el cantón de forma autónoma al gobierno central. La municipalidad está organizada por la separación de poderes de carácter ejecutivo representado por el alcalde, y otro de carácter legislativo conformado por los miembros del concejo cantonal.

### Alcaldía
El poder ejecutivo del cantón es desempeñado por un ciudadano con título de Alcalde de San Vicente, el cual es elegido por sufragio directo en una sola vuelta electoral sin fórmulas o binomios en las elecciones municipales. El vicealcalde no es elegido de la misma manera, ya que una vez instalado el Concejo Cantonal se elegirá entre los ediles un encargado para aquel cargo. El alcalde y el vicealcalde duran cuatro años en sus funciones, y en el caso del alcalde, tiene la opción de reelección inmediata o sucesiva. El alcalde es el máximo representante de la municipalidad y tiene voto dirimente en el concejo cantonal, mientras que el vicealcalde realiza las funciones del alcalde de modo suplente mientras no pueda ejercer sus funciones el alcalde titular. Actualmente la alcaldesa de San Vicente es Brigitte García.
| Período     | Nombre                       | Partido o Movimiento |
| ----------- | ---------------------------- | -------------------- |
| 1999 - 2004 | Dr. Omar Hurtado Bravo       | 5 - UDC-DP           |
| 2005 - 2009 | Walther Cedeño Loor          | 10 - PRE             |
| 2009 - 2014 | Humberto García Farina       | 35 - PAIS            |
| 2014 - 2022 | Ing. Rossana Cevallos Torres | 35 - PAIS/65 - UP    |

Reinas de belleza
| Período | Nombre           | Representante        | Logros y labores |
| ------- | ---------------- | -------------------- | --- |
| 2017    | Tayisiya Teplyuk | Comunidad extranjera | Protección de derechos humanos del canton y del medio ambiente, trabajo social con niños y adultos mayores, campañas ambientales, combate de la corrupción, periodismo, investigación, cierre de proyecto nacional con financiamiento internacional que afectaba derechos humanos del canton. |

### Concejo cantonal
El poder legislativo de la ciudad es ejercido por el Concejo Cantonal de San Vicente el cual es un parlamento unicameral que se constituye al igual que en los demás cantones mediante la disposición del artículo 253 de la Constitución Política Nacional. De acuerdo a lo establecido en la ley, la cantidad de miembros del concejo representa proporcionalmente a la población del cantón.Constitución Política de Ecuador - Título V: Organización Territorial del Estado - Capítulo tercero: Gobiernos autónomos descentralizados y regímenes especiales - Artículo 253.
San Vicente posee cinco concejales, los cuales son elegidos mediante sufragio (Sistema D'Hondt) y duran en sus funciones cuatro años pudiendo ser reelegidos indefinidamente. De los cinco ediles, tres representan a la población urbana mientras que dos representan a la zona rural. El alcalde y el vicealcalde presiden el concejo en sus sesiones. Al recién instalarse el concejo cantonal por primera vez los miembros eligen de entre ellos un designado para el cargo de vicealcalde de la ciudad.
Los miembros del concejo cantonal organizarán las distintas comisiones municipales conforme a lo preescrito en los artículos 85 y 93 de la Codificación de Ley Orgánica de Régimen Municipal. Las comisiones están conformadas por los miembros principales y suplentes del concejo cantonal y por designados dentro de las diferentes instituciones públicas del cantón. Un concejal puede ser parte de más de una comisión.

## División político administrativa
La jurisdicción político-administrativa del Cantón San Vicente comprende la parroquia urbana del mismo nombre y la parroquia rural Canoa, además 42 comunidades rurales. 
Comunidades que pertenecen a San Vicente
Horconcitos, Salinas, La Estancia, Portovelo, La Cabuya, San Felipe, El Bálsamo, El Tillal, San Miguel de Briceño, La Fortuna, La Chonera, Cerezal, Rosa Blanca, La Esperanza, La Envidia. 
Comunidades que pertenecen a Canoa
Briceño, Nuevo Briceño, La Unión, El Achiote, Chita, Palo Amarillo, Río Canoa, Ambache, El Pital, Barlomí Chico, Cascano, Montabuy, Aguafría, Tutumbe, Río Mariano, El Remojo, Camarones, Tatiquigua, San Pablo, La Humedad, Murachi, San Francisco, Boca de Piquigua, La Mila, Zapallo, Río Muchacho, Tabuchila, Tabuchila Adentro, Valle de Hacha, Santo Tomás, El Cabo, Muyuyal, Rambuche, La Badea, Cabuyal. 

## Economía
San Vicente basa gran parte de su economía en la producción agropecuaria, si bien es cierto el sistema de producción de la mayoría de las fincas es de subsistencia, hay una buena cantidad de agricultores que han semitecnificado sus cultivos gracias a la asistencia técnica y crédito brindado por la Fundación Futuro a través de su Proyecto Resurgir, quienes vienen interviniendo en el agro a raíz de los efectos negativos que dejó el fenómeno de El Niño en 1998 con recursos gestionados en Organizaciones no Gubernamentales como CARE, Fondo Canadiense. 
Las planicies a lo largo del valle del Río Briceño donde existe riego, producen durante todo el año gran variedad de hortalizas, plátano, frutales y recientemente ají tabasco como cultivo alternativo del cual estará en producción aproximadamente 200 ha. Existen también cultivos estacionales de maíz, yuca, maracuyá, algodón, cacao, papaya, maní, etc., así mismo de sus campos se extrae maderas finas como guayacán, laurel y bálsamo. 
Otra actividad que fortalece el sector económico es la ganadería. San Vicente es un bastión de la cría de ganado de doble propósito. Los hatos ganaderos son numerosos y las grandes haciendas que todavía existen destinan grandes extensiones a los pastizales, la producción lechera se utiliza para la elaboración de queso, reconocido por su calidad y la carne se comercializa en San Vicente abasteciendo también otros mercados de la región. 
La pesca artesanal ha sido ancestralmente una actividad desarrollada por los habitantes de San Vicente, los recursos en especies marinas son muy variados, es así que el cultivo de camarón ha ocupado un sitio destacado en la generación de recursos para el cantón y el país a través de la exportación. En la actualidad se ha reducido en aproximadamente 60% la superficie cultivada efecto causado por la aparición de la “mancha blanca”; sin embargo se sigue produciendo camarón para el requerimiento local y nacional. Además aún existen aproximadamente 6 laboratorios de producción de larvas de camarón. 

### Agricultura
La agricultura es una actividad que gracias a sus ríos permiten que sus habitantes desarrollen una agricultura provechosa, aunque siendo francamente rudimentaria por falta de una buena política agroindustrial y una tecnología acorde con el momento. Los cultivos más frecuentes son el aguacate, algodón, banano, maíz, cereza, grosellas, habas, helecho y más de veinte variedades de igual manera se cultivan higos, limón, llantén, malva, mandarina, matico, melón, naranja, ortiga, paico, papaya, mango etc.

### Ganadería
La ganadería es una actividad de gran importancia aspecto que lo ha desarrollado, observamos grandes haciendas sembradas de pasto para la alimentación de los bovinos de doble propósito. 

### Acuicultura y pesca
La principal actividad económica que desarrolla la población de San Vicente es el cultivo de camarón en cautiverio para exportación, hoy afectada por la enfermedad de la “mancha blanca “, que poco a poco se está recuperando; esta actividad ha generado la instalación de varios laboratorios para la producción de larvas.
La pesca es una actividad tradicional de esta población manabita que se realiza en forma artesanal y provee de una gran cantidad de especies marinas para el consumo que se expende en los mercados locales, restaurantes y hoteles siendo la fuente de sustento para gran cantidad de familias. 

### Manufactura
En el área urbana se consolida la pequeña industria de metalmecánica, cerrajería, fábrica de ladrillos y bloques, la mano factura es ejercida por un pequeño segmento de la población dedicada a la elaboración de: la transformación de la madera, utensilio para la producción y oficios domésticos, como en la confección de vestimentas. 

### Comercio
Esta actividad es generada por la producción agrícola, ganadera, pesca artesanal, pesca en cautiverio y mediante el intercambio de materia prima por bienes elaborados; su mayor centro de comercialización es la cabecera cantonal. 

### Turismo
El estuario del Río Chone, colinas de exuberante vegetación, gran variedad de flora y fauna silvestre. 
El cantón San Vicente cuenta con aproximadamente 33 kilómetros de playas de arena blanca, 18 km desde la playa de Los Perales, Punta Napo, Briceño, Canoa, y 15 km desde Cabo Pasado, Punta Chinita y Cabuyal, sus aguas son aptas para el surf, el sky, paracaidismo, parapente, paseos en bananas y motos acuáticas. 
En la zona rural encontramos alternativas para el eco- turismo: caminatas por los senderos entre una vegetación nutrida por una tierra fértil donde la biodiversidad juega un papel importante. 
Otras zonas: Zapallo, Cabuyal, Río Canoa, Río Muchacho, La Badea. 
San Vicente tiene áreas de playa en Los Perales, con ofertas de servicios y áreas de recreación y esparcimiento.
Isla Corazón: aquí se conocerá toda la importancia del manglar como bosque protector de costa y como hábitat para especies como: moluscos, peces, crustáceos y una variedad inmensa de aves que dependen de él para vivir, así mismo la alternativa que brindan a los pescadores artesanales de desarrollar una actividad más como guías nativos de su zona y enseñan a futuras generaciones a conservar los recursos naturales mediante un manejo sostenido.
Recorrido en marea baja en los bajos que se forman frente a San Vicente, desde donde se ven a las dos cabeceras cantonales, San Vicente y Bahía de Caráquez.
El recorrido por los 33 km de playa aproximadamente que el cantón San Vicente posee, permite apreciar la extracción de ostiones en Punta Napo y la presencia de una cueva en las rocas, pesca artesanal como una actividad tradicional de sustento para sus pescadores, Briceño donde además de la pesca esta la presencia del surf y los servicios que ofrecen sus habitantes a los turistas.
Playa Canoa: esta playa tiene una extensión de casi 2 km y se la conoce como “Segunda Montañita” por su ambiente e infraestructura hotelera.Uno de los mayores atractivos es el Peñón de Piqueros Patas Azules. Rodeando la zona hay dunas de arena y al sur existe una plataforma para la práctica de parapente y alas delta; luego tenemos Punta Chinita, Punta Barquito formando hermosas ensenadas en playas vírgenes y privadas.
Cabo Pasado: donde se puede disfrutar de un lindo bosque húmedo, admirar la presencia de especies de flora y fauna propias del lugar, además avanzamos hasta la playa privada donde el color del mar es un turquesa transparente con arena blanca rodeada de una vegetación propia de lugares costeros y bordando el área están los mágicos acantilados y arrecifes coralinos, y limitando con el cantón Jama esta la playa Cabuyal, una combinación de bosque húmedo, en la comunidad de La Badea.
Entre las alternativas de ecoturismo también tenemos Montañita de Canoa, donde se puede disfrutar de la comida típica, cabañas ecológicas, arreas de esparcimiento, áreas deportivas, alternativas de balneario de agua dulce.
En Briceño podemos conocer sobre como funciona una hacienda turística donde se exhiben especies exóticas como papagayos, avestruces, loros, etc. especies de flora nativa además de hospedaje rural.
Además contamos con cuatro miradores turísticos naturales desde donde se puede apreciar vistas panorámicas con diferentes frentes.
Río Canoa: a dos kilómetros del balneario de su mismo nombre.
El sector turístico se encuentra muy bien dotado en cuanto a infraestructura existente hoteles, hostales, hosterías, residenciales.
Por su belleza natural y por gozar de un espléndido clima que recibe de frente la brisa del mar el Cantón San Vicente, sus comunidades las mismas que brindan un turismo rural y su parroquia Canoa son unos de los más pintorescos y preferidos balnearios de la costa ecuatoriana donde se puede practicar deportes acuáticos como el surf, la banana, sky acuático, entre otros.
La vista de millares de turistas nacionales y extranjeros ha motivado a la gente de empresa instalar modernos, cómodos y lujosos hoteles de primera categoría, hostales, hoteles y cabañas de tipo familiar, ubicados frente a sus costas, creando un grato ambiente para los visitantes.

## Transporte
Por estar separada de Bahía por el brazo de mar, San Vicente siempre ha tenido comunicación con la otra orilla, al principio y durante muchos años se realizó la navegación en canoa, conducida a pulso y remo. La primera lancha a motor llevó el nombre de Angeolina.
Posteriormente para facilitar el transporte de automotores se utilizaron por muchos años gabarras. 
Transporte terrestre.
Existen tres vías, todas ellas se encuentran actualmente en excelente estado; la San Vicente-Pedernales, por medio de la cual se puede llegar a Esmeraldas o Quito; la vía San Vicente-San Antonio-Chone-Quito y la San Vicente-Bahia-Portoviejo/Manta, que también conduce hacia Guayaquil; y la vía a San Isidro, recientemente inaugurada, que comunica con las parroquias de Eloy Alfaro y el cantón Chone.
Actualmente el Cantón San Vicente cuenta con el puente LOS CARAS que lo comunica con Bahía de Caraquez facilitando su acceso a nuevas rutas. Este puente es una obra realizada durante el gobierno del Ec. Rafael Correa Delgado, siendo el segundo más largo a nivel nacional. 
Transporte fluvial.
Por medio de las pangas y lanchas, el transporte es exclusivamente con Bahía de Caráquez (Cantón Sucre). 
Transporte aéreo.
El cantón San Vicente cuenta con la infraestructura del Aeropuerto Los Perales, pero no existe el servicio público ni frecuencias aéreas, los pocos vuelos que existen los realizan avionetas privadas y son de carga. 

### Distancias
- Quito: 326 km
- Guayaquil: 330 km (6 horas)
- El Oro
- Portoviejo: 115 km (2 horas)
- Manta: 118 km
- Jipijapa: 180 km (3 horas)
- Chone: 36 km (1 hora)
- Jama: 55 km (1:30 hora)
- San Isidro: 56 km (2 horas)
- Pedernales: 107 km (3 horas)
- Horconcitos: 20 km
- Salinas: 16 km
- Portovelo: 8 km
- San Felipe: 1 km
- El Tillal: 5 km
- San Miguel de Briceño: 7 km
- Cerezal: 23 km
- Rosa Blanca: 16 km
- La Esperanza: 29 km
- La Mocora:199 km
- Simón Bolívar: 12 km
- Barlomi Grande: 36 km
- La Fortuna: 9 km
- Briceño: 9 km
- Nuevo Briceño: 13 km
- El Pital: 34 km
- Murachi: 45 km
- Barlomi Chico: 26 km
- Chita: 25 km
- Agua Fría: 29 km
- Remojo: 35 km
- Montabuy: 28 km
- La Humedad: 35 km
- Cascano: 26 km
- Palo Amarillo: 24 km
- Camarones: 28 km
- Boca de Camarones: 32 km
- Tatiquigua: 30 km
- Río Muchacho: 28 km
- Ambache: 23 km
- Zapallo: 35 km
- Tabuchila Adentro: 35 km
- Tabuchila Afuera: 36 km
- Muyuyal: 36 km
- Cabo Pasado: 28 km

## Cultura
Manifestaciones religiosas
Las manifestaciones religiosas se realizan en honor a los Santos de mayor devoción, celebrada en el Templo mayor de la ciudad de San Vicente, y la religiosidad popular es expresado por los devotos mediante velorios. 
Cultura popular
Tradiciones de juegos como los de gallos enterrados, caña encebada, cintas en caballos o en bicicletas; los chigualos y amor finos que reviven la alegría cada Navidad.
Los versos y amor finos, que surgen de la cultura popular y se han mantenido en forma oral, son apenas dos de las tantas manifestaciones culturales que se mantienen, porque hay otras que ya están en los vastos recuerdos de los sanvicentenses.
Gastronomía
En cuanto a la gastronomía de San Vicente destaca por su variedad que combina platos de mar y de tierra adentro. La sal prieta es una de las más ricas de Manabí y es fácil de encontrarla en comercios y restaurantes; son apreciadas también las tongas, las empanadas, los corviches y bolones.
Lo que no se vende ya en los restaurantes es el gran viche y el suero blanco comida que solo se la puede disfrutar en casa, pero lo que si se ofrece es la gran variedad de platos a base de mariscos.
Deportes
Los deportes de aventuras como las alas delta, el parapente, surf en Briceño y Canoa y sky acuático, banana, veleros en la playa de Los Perales.
Celebraciones
Entre las fiestas que se celebran están la de Semana Santa, Fiesta de Carnaval, San Pedro y San Pablo, San Ignacio y Santa Rosa cuyo nombre se puso a nuestra primera iglesia y se celebran el 31 de julio y el 30 de agosto.
San Vicente de Ferrer fue siempre el Patrón, la que celebraban con procesión y rezo.

## Templo de San Vicente
Se inauguró el 9 de octubre de 1976.
Esta obra nació gracias a la iniciativa del padre Félix Goytizolo, impulsada por el entusiasmo de un grupo de moradores, en 1972. El pueblo de San Vicente respondiendo a la invitación formulada por el padre Goytizolo, se reunió en asamblea y designó el primer comité pro-construcción del templo, siendo elegido presidente del mismo el señor Gabriel García Barberán. 
Con anterioridad, se habían realizado cuatro torneos de elección de reina de San Vicente, torneos encaminados a recaudar fondos con el mismo fin. 
Estas elecciones anuales de reina han representado un ingreso económico para la continuación de esta obra, por lo cual las elecciones continuaron desde 1972 hasta este año.
El señor Peli Romarátegui obsequió al pueblo de San Vicente los materiales y su trabajo para la construcción de dos murales y de los vitrales laterales. También han colaborado los señores Ing. José Luis Ciordia, Arq. Antonio Pérez de San Román; los maestros artesanos Antonio Cevallos y Guido Kuonqui. 